# Réserve d'État de Point Lobos
Pour les articles homonymes, voir Lobos (homonymie).
La Réserve d'État de Point Lobos (en anglais : Point Lobos State Reserve) est une réserve naturelle située dans l'État de Californie, à l’ouest des États-Unis. Elle se trouve à quelques kilomètres au sud de la ville de Monterey. La pointe adjacente de Lobos est considérée comme l'un des habitats marins les plus riches de Californie. La flore (cyprès de Monterey, kelp...) et la faune (loutre de mer, phoque, pélican...) y sont très riches. La réserve comprend 220 hectares terrestres et 314 hectares marins. La réserve marine a été désignée réserve écologique en 1973 et, en 1992, a été ajoutée au sanctuaire marin national de la baie de Monterey, le plus grand du pays.

## Description
L'habitat océanique est protégé par deux aires marines protégées, la réserve marine d'État de Point Lobos et l'aire marine de conservation de Point Lobos. La mer près de Point Lobos est considérée comme l’un des meilleurs endroits pour la plongée sous-marine sur la péninsule de Monterey et le long de la côte californienne. Il est possible d'observer les baleines au large des côtes pendant certaines périodes de l'année, au cours de leur migration le long de la côte. En effet, les baleines grises, les baleines à bosse et les baleines bleues sont des visiteurs réguliers dans la région. Les eaux autour de Point Lobos contiennent de vastes forêts de varech.
Point Lobos est l’un des deux seuls endroits où les cyprès de Monterey sont indigènes.

## Visites
Point Lobos dispose plusieurs kilomètres de sentiers de randonnée, dont beaucoup longent l’océan, et de quelques plages. La cabane historique des baleiniers, construite par des pêcheurs chinois et utilisée plus tard par des pêcheurs japonais et portugais, est aujourd’hui un musée. Les visiteurs peuvent admirer le paysage côtier, explorer la côte et pique-niquer. Les aires marines protégées de Californie encouragent les utilisations récréatives et éducatives de l’océan (kayak de mer...). La qualité de l’environnement sous-marin dans les aires marines protégées adjacentes attire un grand nombre de plongeurs.
Depuis 2017, plus d’un million de visiteurs annuels ont visité Point Lobos, qui n’a que 150 places de stationnement sur place. La majorité des visiteurs doivent se garer sur l’accotement de la route et entrer dans la réserve à pied. The Point Lobos Foundation organise des journées de volontaires, dans le but de planter des centaines d'espèces de flore indigène afin de restaurer les zones érodées,.

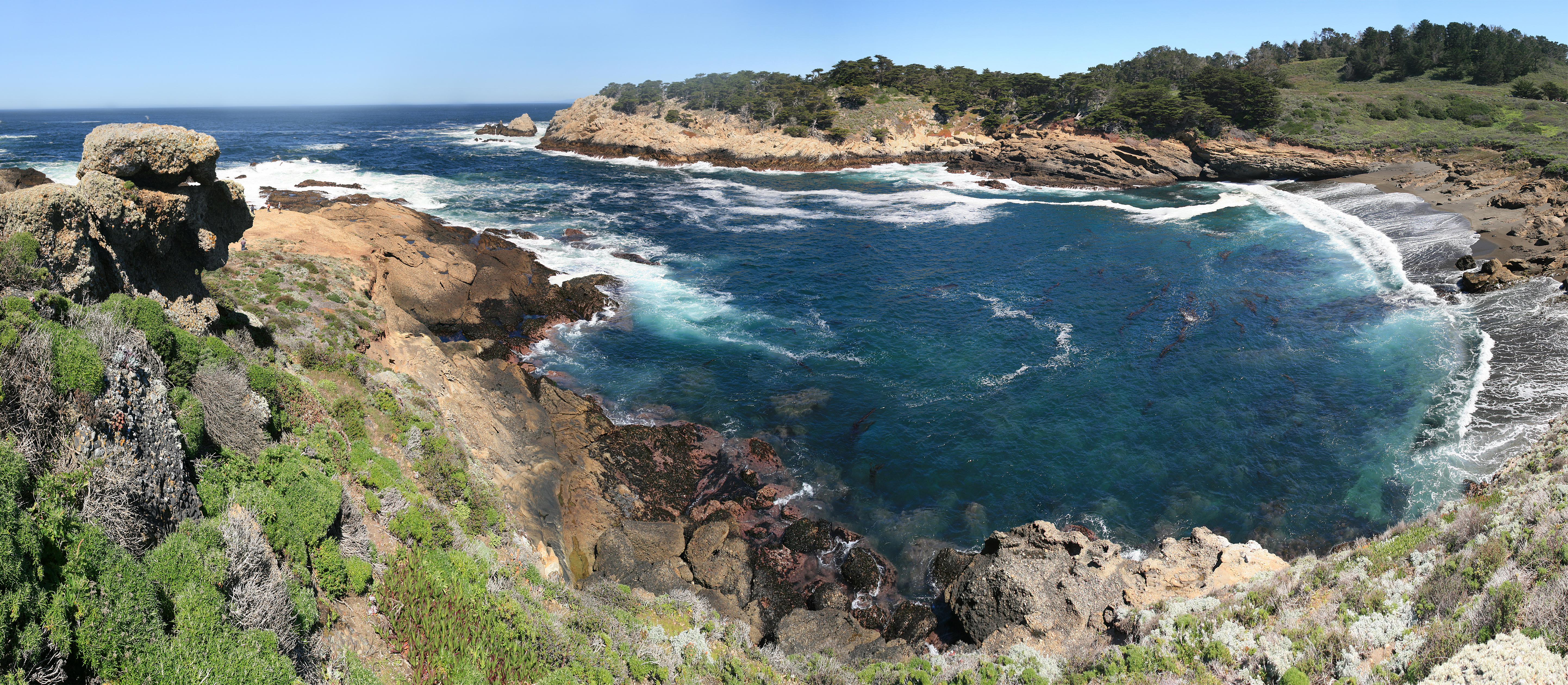
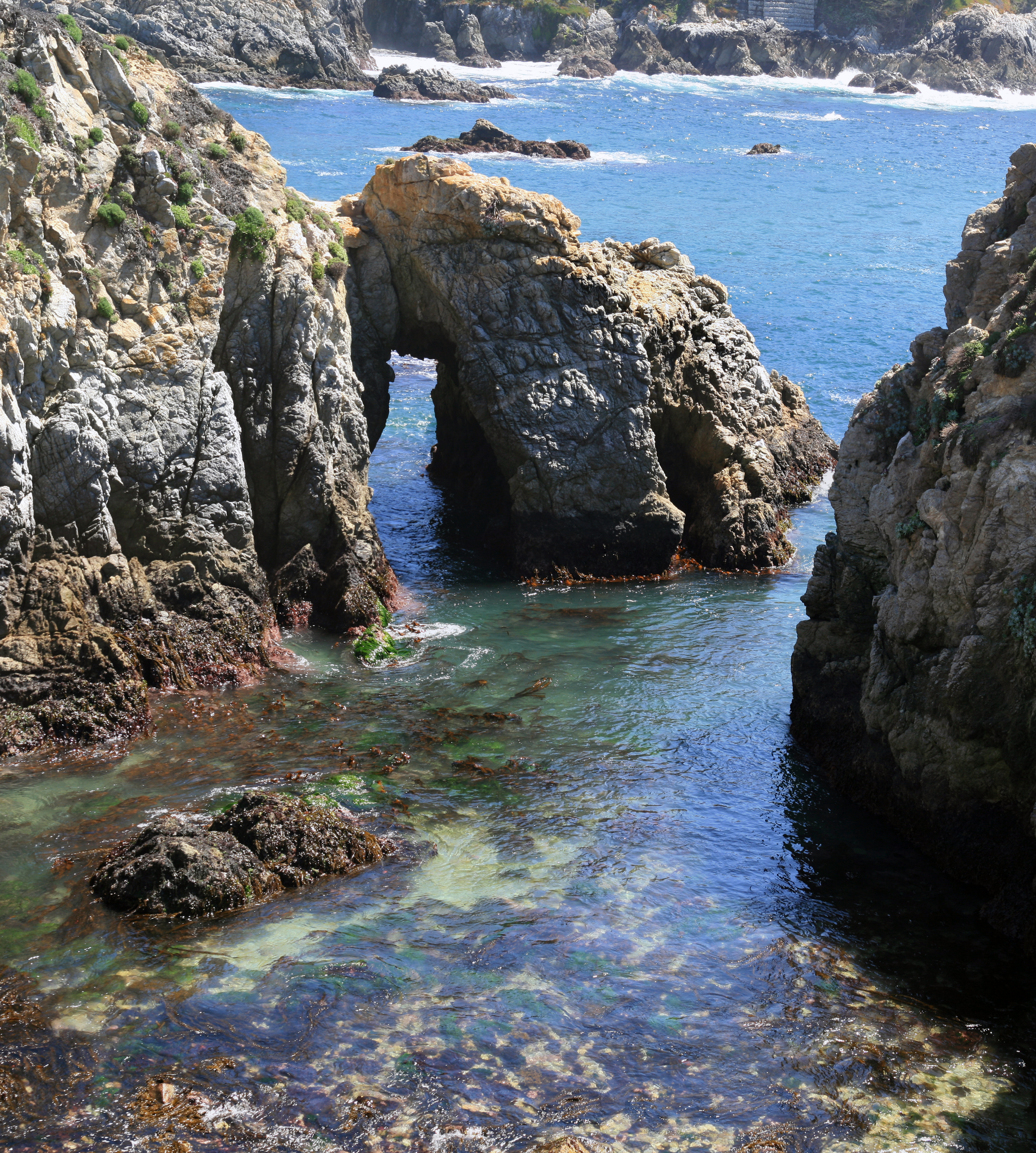
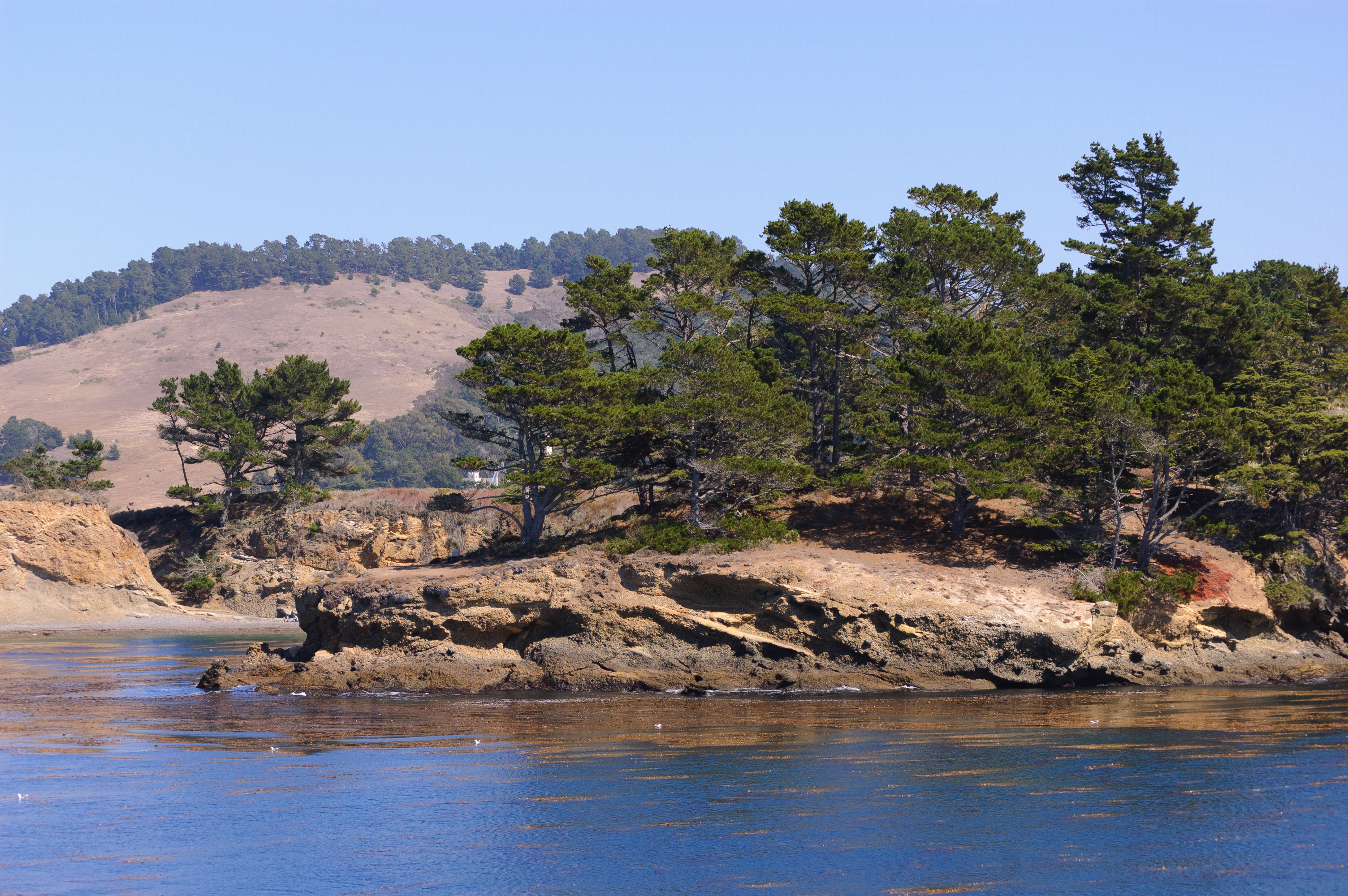
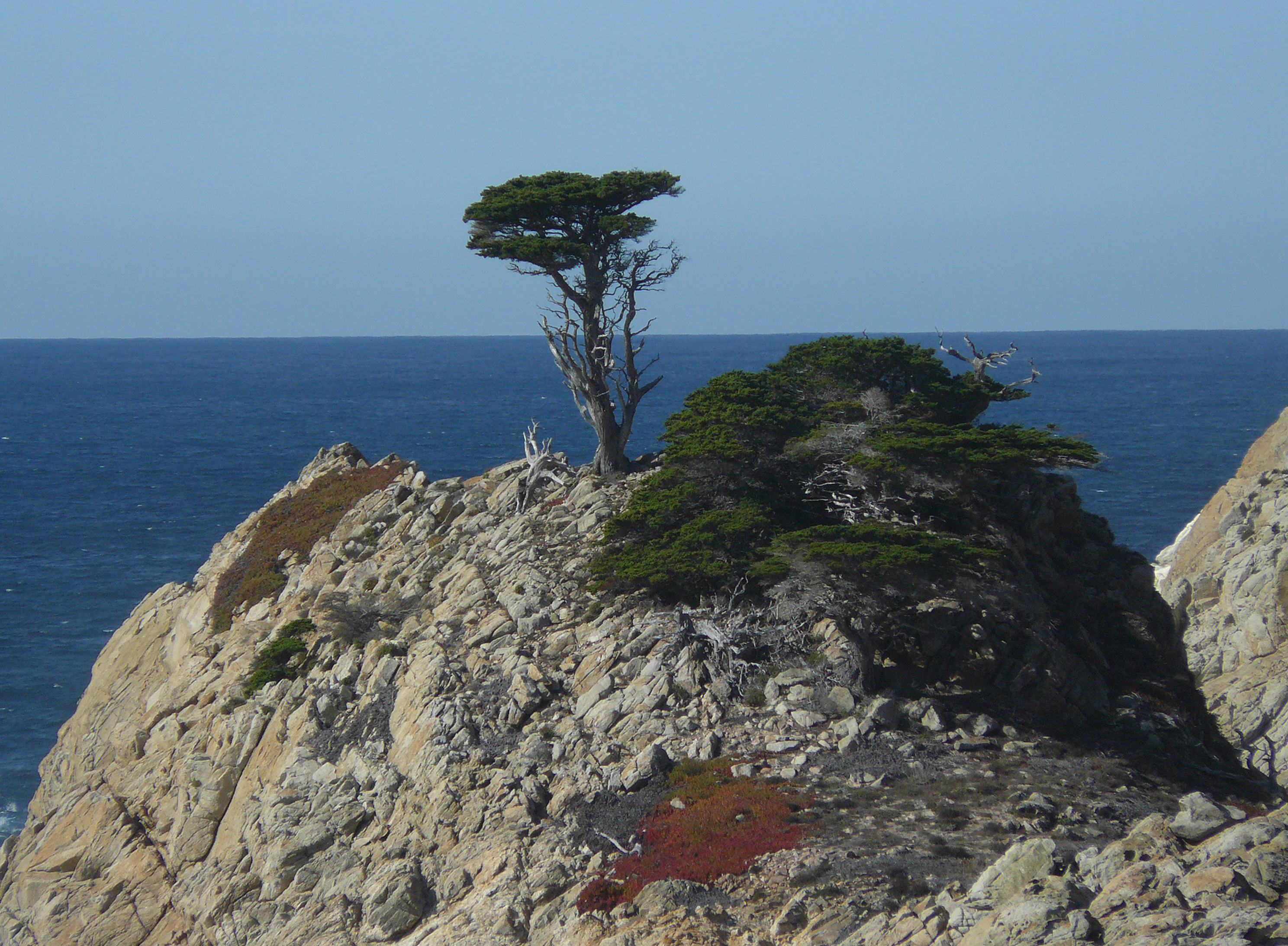
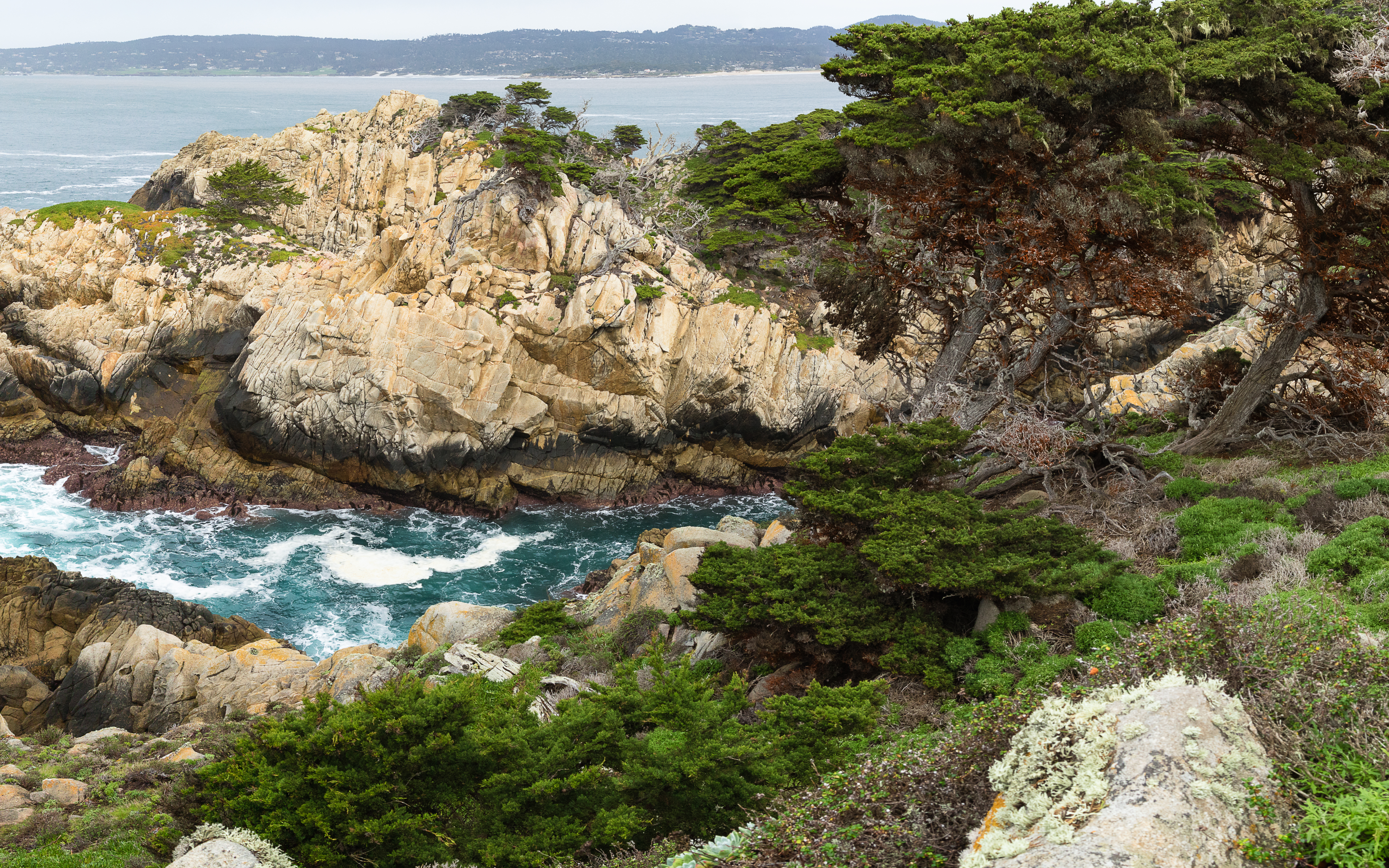
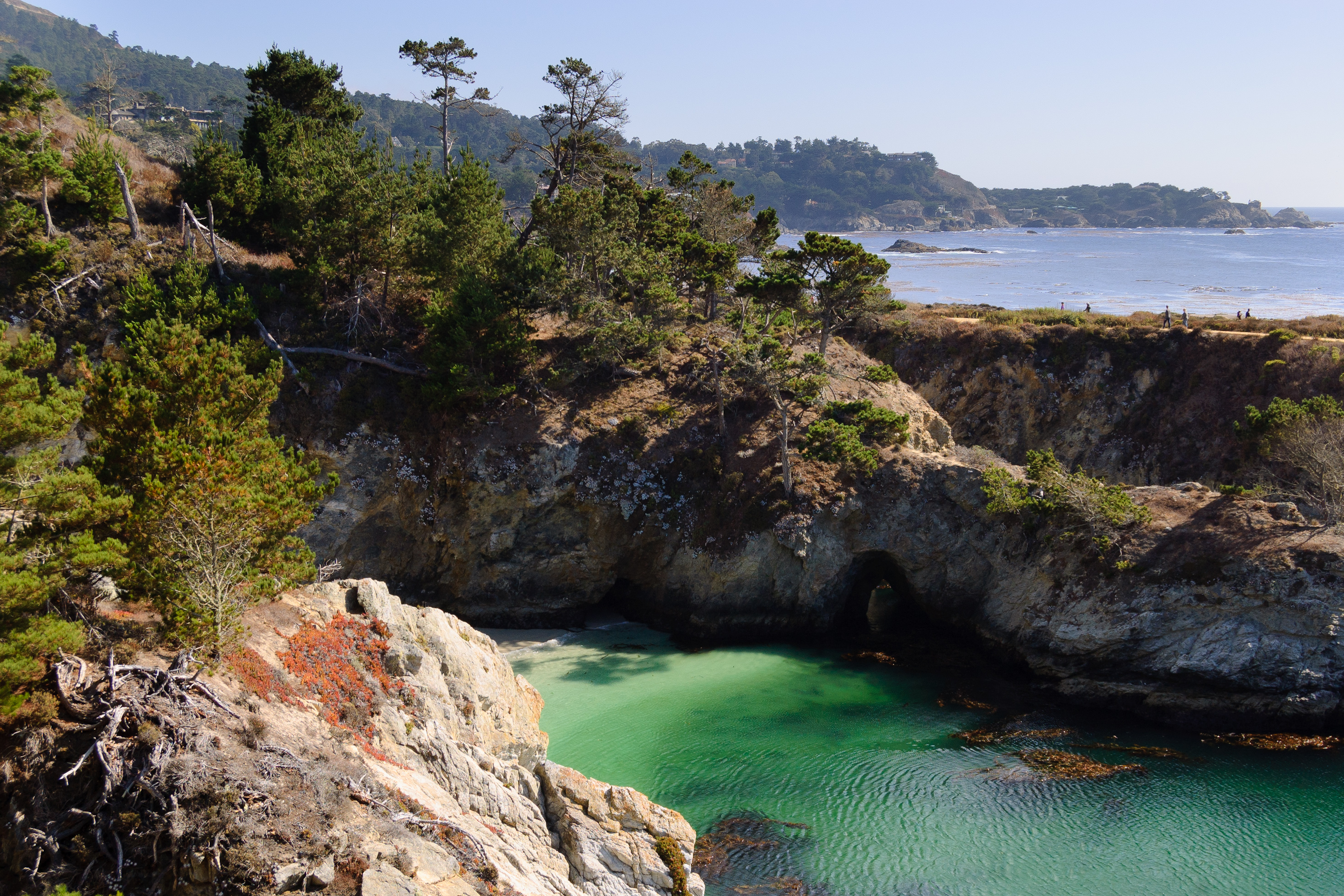